# إعصار كلوديت
إعصار كلوديت ثالث عاصفة إستوائية وأول إعصار موسم الاعاصير في المحيط الاطلسي في عام 2003، كان إعصاراً أطلسياً طويل الأمد. بدأ إعصار كلوديت كموجة استوائية شرق البحر الكاريبي ثم تحرك بسرعة باتجاه الغرب ماراً وكاسحاً لشبه جزيرة يوكاتان قبل أن ينتقل إلى الشمال الغربي ماراً بخليج المكسيك. ظل الإعصار كعاصفة استوائية إلى أن وصل إلى اليابسة في ميناء أوكونور في ولاية تكساس، وعندها مباشرةً زادت قوته وتحول إلى إعصار قوي من الدرجة الأولى على مقياس سفير-سيمبسون لقياس الأعاصير.
كان التنبؤ بمسار الإعصار وشدته مجهولاً طوال فترة اكتساحه، مما أدى إلى تحضيرات كبيرة وواسعة الانتشار وفي أغلب الأحيان غير ضرورية على طول مساره. كان إعصار كلوديت هو الإعصار الأول الذي يصل إلى اليابسة في يوليو/تموز في الولايات المتحدة الأمريكية منذ إعصار داني في موسم عام 1997. وسبب إعصار كلوديت وفاة شخص واحد بشكل مباشر ووفاة شخصين لاحقا، مع وقوع أضرار معتدلة في تكساس نتجت في الغالب من الرياح القوية، هذا بالإضافة إلى تآكل (تعرية) الشاطئ الرملي بالكامل.
بسبب هذه الأضرار أعلن الرئيس الأمريكي جورج دبليو بوش منطقة جنوب تكساس كمنطقة كوارث اتحادية، وسمح للمواطنين المتضررين بتقديم طلبات للحصول على المساعدة. تسبب الإعصار أيضاً بأمطار غزيرة وأضرار بسيطة في ولاية كينتانا رو المكسيكية. بالإضافة إلى بعض الأضرار البسيطة في جزيرة سانت لوسيا قبل أن يتحول الإعصار من عاصفة استوائية إلى إعصار مداري.

## وصلات خارجية
- http://www.nhc.noaa.gov/2003claudette.shtml
- http://commons.wikimedia.org/wiki/Category:Hurricane_Claudette_(2003)